# Somatogyrus aureus
The golden pebblesnail, danh pháp hai phần Somatogyrus aureus, là một loài ốc nước ngọt cỡ nhỏ, động vật thân mềm chân bụng có mài sống trong môi trường nước ngọt trong họ Hydrobiidae. Đây là loài đặc hữu của Hoa Kỳ.